# Missionnaire saint des derniers jours
 (août 2025).

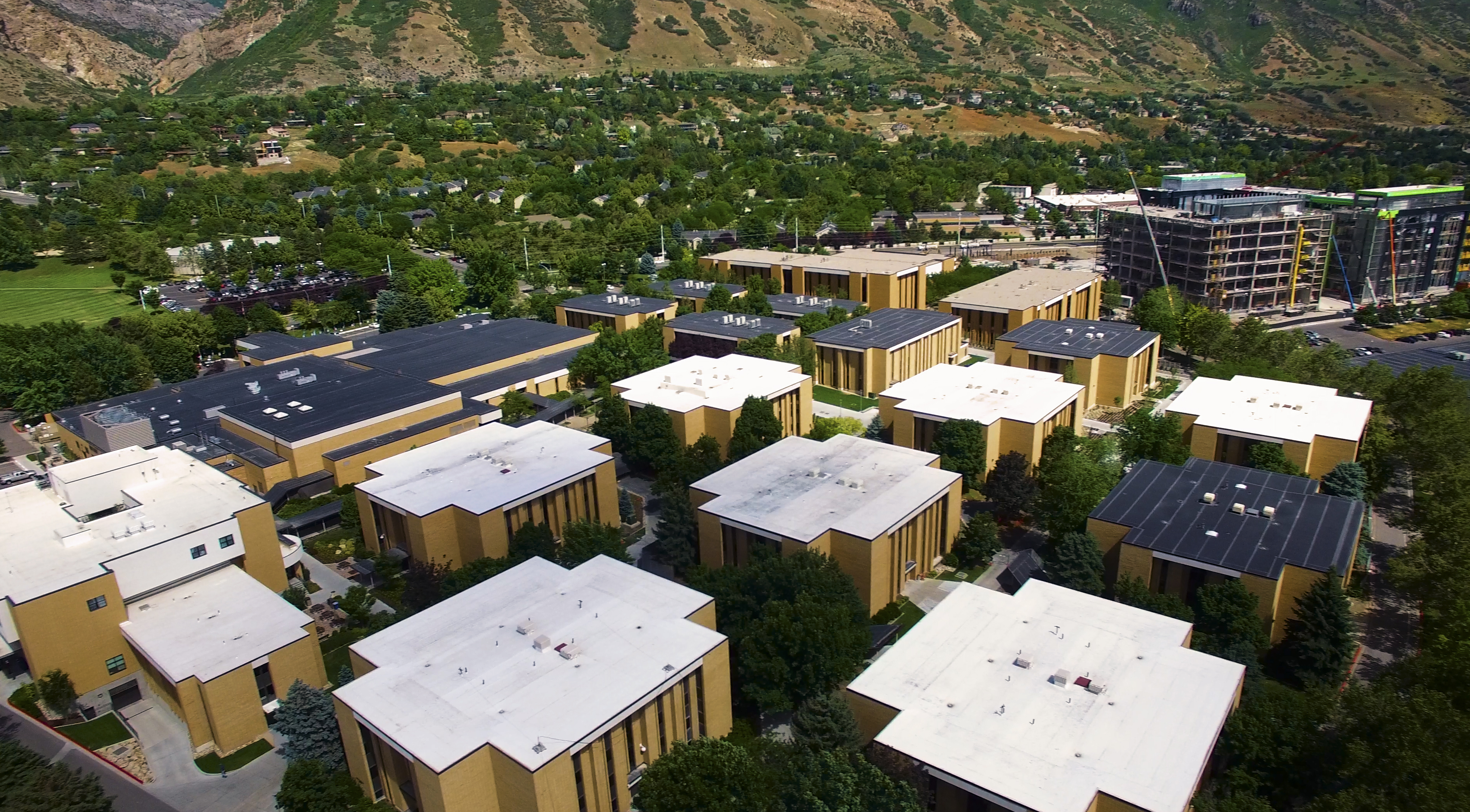
Le Centre de Formation des Missionnaires de Provo (Utah).

Le missionnaire de l'Église de Jésus-Christ des saints des derniers jours, aussi connu sous le nom de missionnaire mormon, est l'un des volontaires représentant l'Église de Jésus-Christ des saints des derniers jours et qui s'engage dans le prosélytisme, l'aide humanitaire, ainsi que le service religieux et communautaire. Organisés géographiquement en missions, les missionnaires mormons peuvent servir à temps plein ou à temps partiel, selon la mission.

## Appel

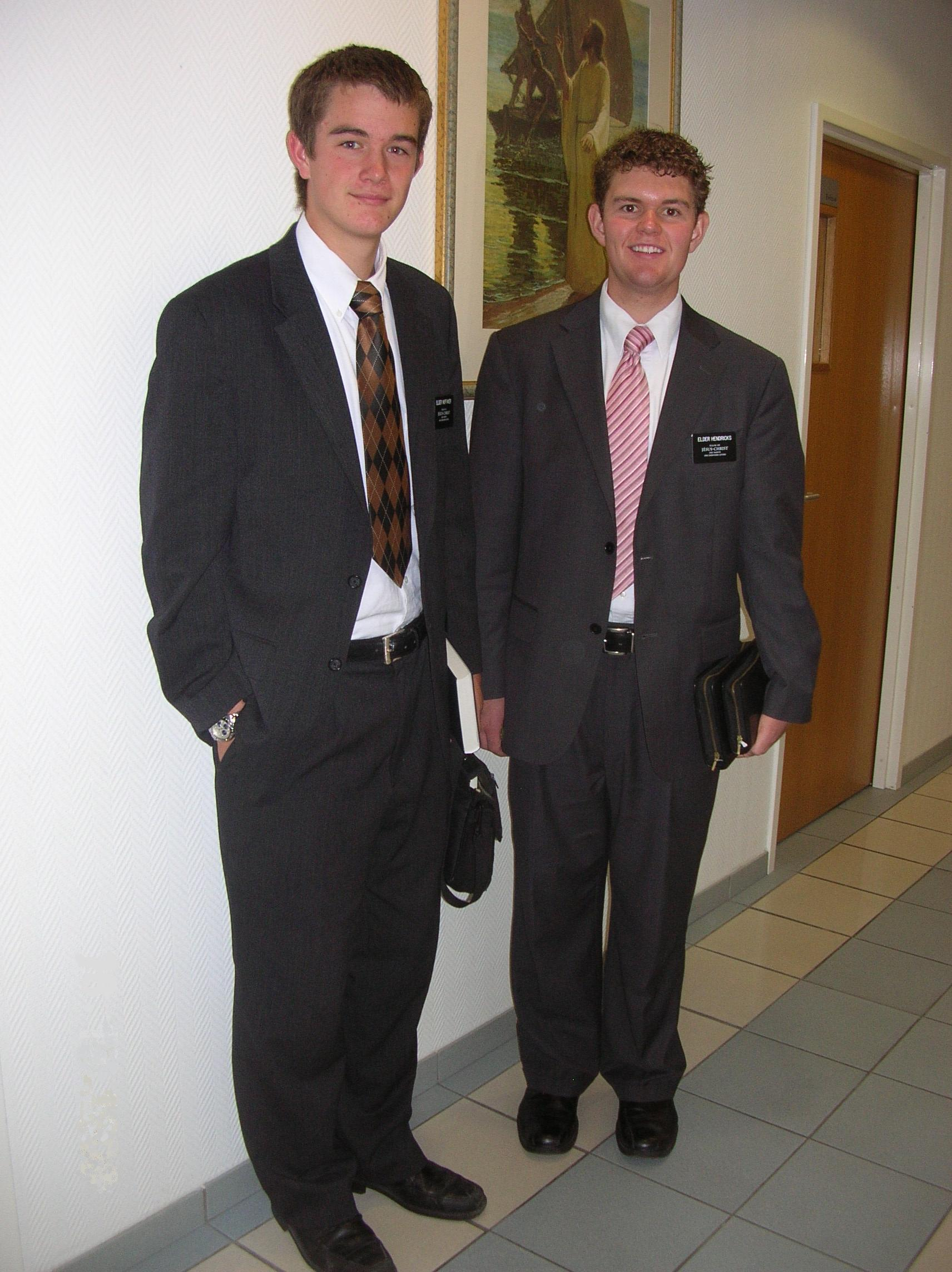
Missionnaires.

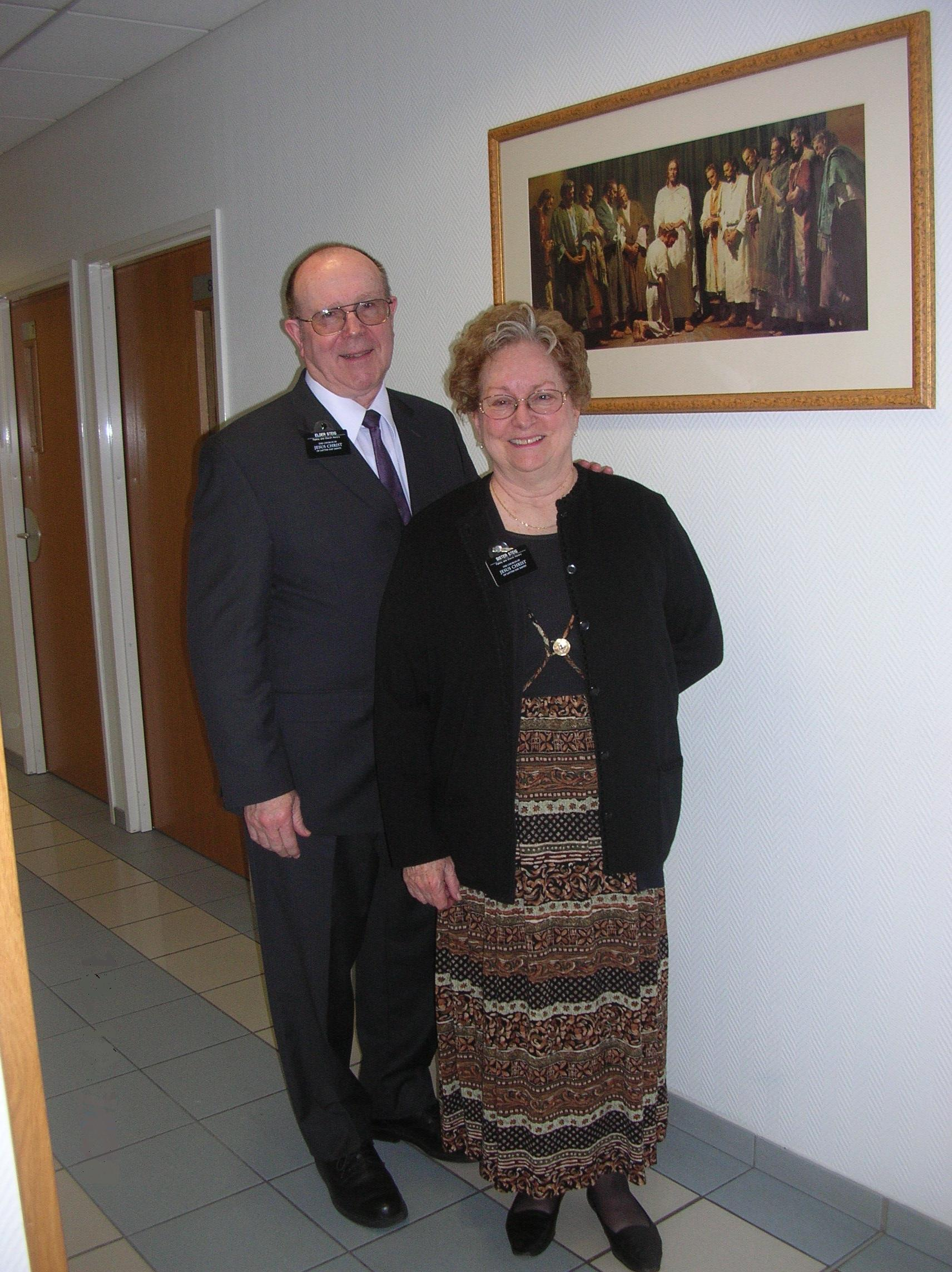
Couple missionnaire en généalogie.

Dès leur plus jeune âge, ou après leur conversion, les jeunes hommes sont encouragés à se préparer à partir, quand ils auront au moins 18 ans, remplir une mission de deux ans de prosélytisme dans leur propre pays ou à l'étranger. Les jeunes femmes n'ont pas le même devoir vis-à-vis du service missionnaire mais peuvent aussi postuler et sont envoyées si elles ont au moins 19 ans. Elles sont appelées pour 18 mois. Identifiables à leur tenue classique (costume foncé, chemise blanche, cravate), à leur badge avec le nom de l'Église et au fait qu'ils vont deux par deux, ils ont une vie missionnaire organisée (règlement et horaires imposés, planification, comptes rendus). Leur temps est consacré au prosélytisme, à l'enseignement de l'Évangile aux personnes qui les reçoivent et aux services rendus à la collectivité.

## Préparation

### Coût
Dans le passé, chaque missionnaire payait les frais réels pendant leur mission. En 1990 est instauré un programme permettant aux jeunes missionnaires de payer une redevance mensuelle qui est ensuite redistribuée en fonction des coûts de la vie régionaux. 

### Facteurs d'exclusion

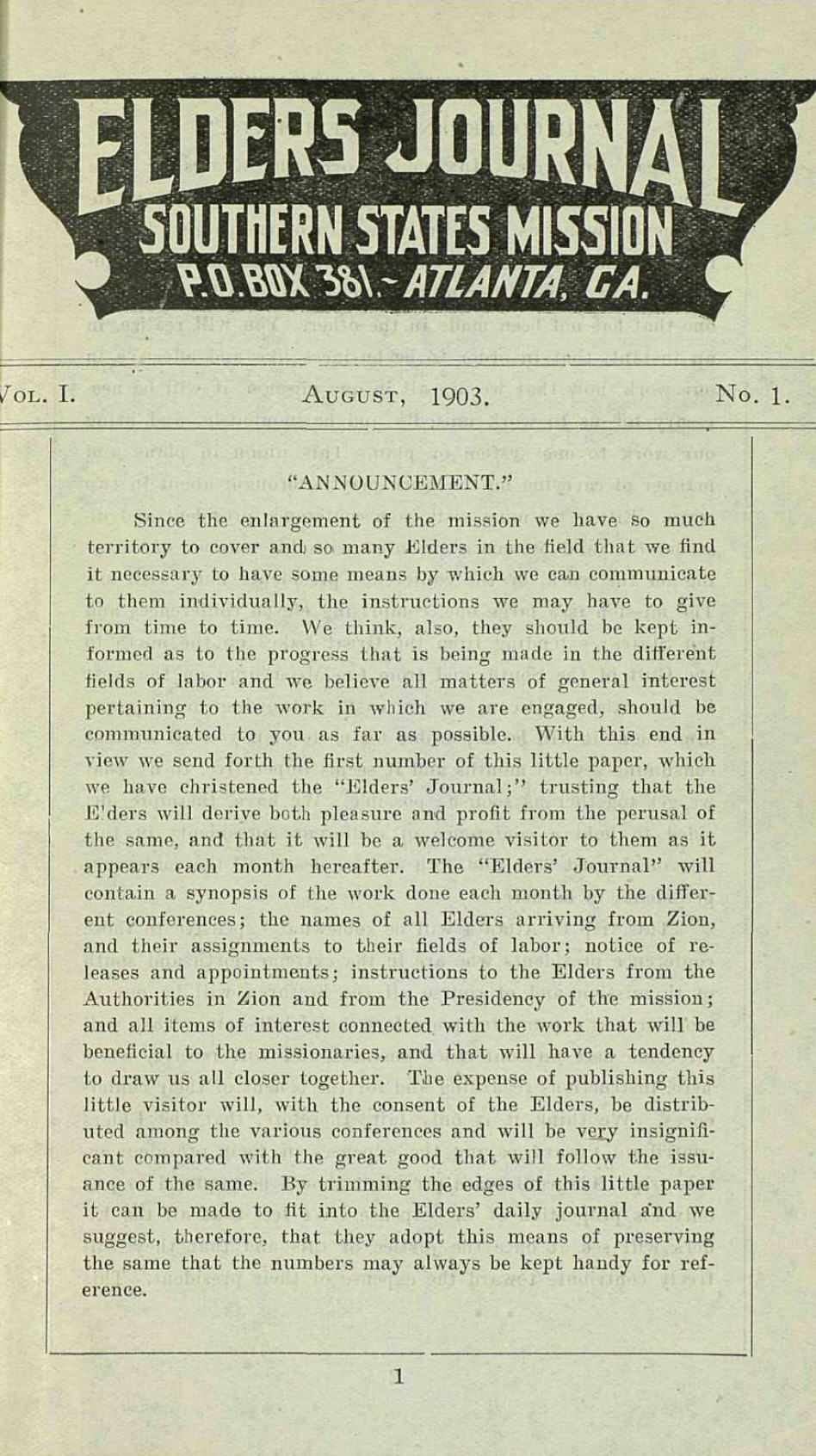
Journal missionnaire, 1903.

Outre la préparation spirituelle, l'Église demande aux évêques de veiller à ce que les missionnaires potentiels soient physiquement, mentalement et émotivement capables de servir une mission à plein temps. 
Par ailleurs, en plus des compétences de base et des normes de mérite, un certain nombre de situations spécifiques excluent une personne à devenir un missionnaire à plein temps pour l'Église. Ils sont ceux qui ont laissé les enfants sous la garde de quelqu'un d'autre, les jeunes couples qui sont encore en âge d'avoir des enfants, ceux qui sont endettés et n'ont pas résolu leurs engagements financiers, ceux qui sont en probation, les couples avec de graves problèmes conjugaux non résolus, ceux qui sont séropositifs et ceux qui ont été reconnus coupables d'abus sexuels. En outre, les personnes qui ont soutenu ou payé pour un avortement, tout comme le sont ceux qui ont eu des enfants hors mariage, les hommes de moins de 26 ans et les femmes de moins de 40 ans qui sont divorcés et toute personne qui s'est engagée dans des activités homosexuelles après 15 ans sont également exclus.

### Formation
Les nouveaux missionnaires appelés participent à une brève période de formation à l'un des MTC (Missionnaire Training Center) (fr: Centre de formation missionnaire) que l'Église possède dans le monde. Le plus grand MTC est situé à Provo (Utah) près de l'université Brigham Young. Les missionnaires qui n'ont pas une nouvelle langue à apprendre pour le service missionnaire y restent trois semaines afin d'apprendre à utiliser les supports de prosélytisme, à se comporter et étudier les Écritures. Les missionnaires ayant besoin d'apprendre une langue étrangère restent entre huit et treize semaines au MTC, en fonction de la langue à apprendre. Pendant cette période, ils ne sont pas encouragés à parler dans leur langue maternelle, mais plutôt à s'immerger dans la nouvelle langue.

## Tenue vestimentaire
Les missionnaires à plein temps ont l'obligation de respecter un code vestimentaire, classique pour les hommes, costume foncé, chemise blanche et cravate et robes ou chemisiers et jupes simples pour les femmes. Dans certaines régions, ces normes sont légèrement modifiées. Par exemple, dans les climats chauds et humides, ne nécessitant pas l'utilisation de manteaux, les chemisiers peuvent être à manches courtes. Les vêtements de loisirs (non formel) peuvent être portés à un moment appropriés, lorsque les missionnaires vont faire de l'entraide ou lors de leur 'journée de préparation' ou encore si les missionnaires sont impliqués dans les sports, le ménage, les courses (à la discrétion du président de mission) et la blanchisserie.
À tout moment, les missionnaires portent une plaque avec leur nom précédé du titre (« Elder » ou « Sœur »). Cette plaque comporte également le nom de l'Église afin d'être parfaitement identifiés, à moins que le Président de mission considère que c'est impossible compte tenu des circonstances de la zone (par exemple de mauvaises conditions politiques).

## Organisation
Les « missionnaires à plein temps », tels qu'ils sont désignés, sont à distinguer des membres des paroisses locales dont ils ne représentent que 4 à 8 % des effectifs et qu'ils ne fréquentent que quelques semaines ou mois avant d'être mutés dans une autre paroisse. Un président de mission, appelé pour une période de 3 ans, gère l'organisation de plusieurs dizaines ou centaines de missionnaires à plein temps dans une région donnée. Il vient d'une autre région ou d'un autre pays avec sa femme et leurs enfants. Ils restent en mission pendant 3 ans puis sont remplacés par un autre couple. 

## Statistiques
- Fin 2004 : 51 067 missionnaires en activité (« Statistical Report, 2004 », Ensign, mai 2005, p. 25)
- Fin 2005 : 52 060 missionnaires en activité (« Statistical Report, 2005 », Ensign, mai 2006, p. 24)
- Fin 2006 : 53 164 missionnaires en activité (« Statistical Report, 2006 », Ensign, mai 2007, p. 7)
- Au 15 juin 2007 : 53 868 missionnaires en activité ; un tiers d’entre eux viennent de régions en dehors des États-Unis et du Canada ; ils prêchent dans 145 pays et dans 164 langues.
- Fin 2009 : 51 736 missionnaires en activité
- Entre mars 1995 (quand Gordon B. Hinckley est devenu président de l’Église) et mars 2007, soit en 12 ans, 387 750 missionnaires sont entrés dans le champ de la mission, ce qui représente près de 40 % des missionnaires appelés depuis l'organisation de l'Église en 1830 (Le Liahona, mai 2007, p. 60)
- En juin 2007, le nombre de missionnaires appelés depuis 1830 avait atteint un million (lds.org/ldsnewsroom)
- En France, en 2007 : 400 missionnaires répartis dans 120 villes

## Filmographie
- A Disney mormon movie : De l'autre côté du paradis : un missionnaire mormon sur les îles Tonga ;  Anne Hathaway, Christopher Gorham, film de Mitch Davis (2001)[1].